# Яременко Гнат Гаврилович
Гна́т Гаврилович Яре́менко  (9 лютого 1874, с. Бахмач, Чернігівська губ., нині Ніжинський район, Чернігівська обл. — 8 серпня 1915, Суми, похований у с. Бахмач) — український маляр і графік.

## Біографія
Народився 28 січня (9 лютого) 1874 р. у селі Бахмач на Чернігівщині (не плутати з містом Бахмач) в бідній багатодітній козацькій сім'ї. Малюванням захоплювався з раннього дитинства. Мати пішки відвела сина в Києво-Печерську лавру, де він став учнем іконописця. Знайомство з місцевими художниками допомогло талановитому юнакові вступити до Київської рисувальної школи М. Мурашка, яку він закінчив 1895 року. В числі кращих учнів він був направлений до Петербурзької академії мистецтв, вступив до натурного класу на випробувальний термін. У 1896—1897 рр. був вільним слухачем майстерні В. Маковського. У 1897 році навчання було перервано за відсутністю коштів. І тільки у грудні 1900 року Рада Академії дозволила Гнату Яременку продовжити освіту.
1902 року закінчив засновані при Академії мистецтв педагогічні курси, здобувши право викладати в середніх навчальних закладах.
У 1899—1902 рр., під час літніх канікул, розписував церкви на Чернігівщині.
З 1904 по 1913 рік художник жив і працював у Мінську, обіймав посаду викладача графічних мистецтв у комерційному училищі. Брав активну участь в художньому житті міста: відкрив «Курси рисування і живопису», де безплатно навчалися діти бідняків, був ініціатором і організатором щорічних художніх виставок. 1909 року відкрив перший у Мінську музей (при комерційному училищі), де завідував художнім відділом.
У 1913 році переїхав у Суми, викладав у комерційному училищі.
Окрім образотворчого мистецтва, Гнат Яременко захоплювався музикою, українськими народними піснями, театром, писав вірші.
Постійні нестатки і непосильна праця підірвали здоров'я Г. Яременка. Ранньою весною 1915 року він виїхав у Крим на лікування, а 26 липня (8 серпня) того ж року його не стало. Гнат Яременко помер у Сумах від туберкульозу легенів у розквіті творчих сил. Похований митець у рідному селі Бахмач. В 1965 році на його могилі споруджено пам'ятник — стилізована фігура художника з палітрою і пензлем у руках.

## Творчий спадок
Серед робіт художника — портрети і автопортрети різних років, натюрморти («Натюрморт з кавуном»), пейзажі («Київ. Володимирська гірка»); серії сатиричних малюнків, карикатури. Багато малював з натури, працював над станковими творами.
Роботи Яременка зберігаються в Чернігівському обласному художньому музеї ім. Григорія Галагана («Портрет Неговської», 1914—15, полотно, олія), Бахмацькому історичному музеї імені Миколи Гнатовича Яременка, заснованому сином художника.
У 1954—1955 роках дружина художника Олена Василівна разом із сином Миколою Гнатовичем подарували Конотопському краєзнавчому музею кращі роботи митця: «Автопортрет», «Портрет матері», «Портрет дружини», «Портрет дівчини», «Портрет історика О. М. Лазаревського», «Портрет бібліографа С. І. Пономарьова», етюди «Садок», «На пасіці», «Сумське кладовище», «Київ. Володимирська гірка», а також полотно «Із східного життя». У фондах музею зберігаються два альбоми — ескізи і начерки Гната Яременка за 1905—1906 роки, а також багато друкованих матеріалів про його життя і творчість, каталоги виставок, в яких він брав участь, оригінальне фото художника та його родини.

## Галерея

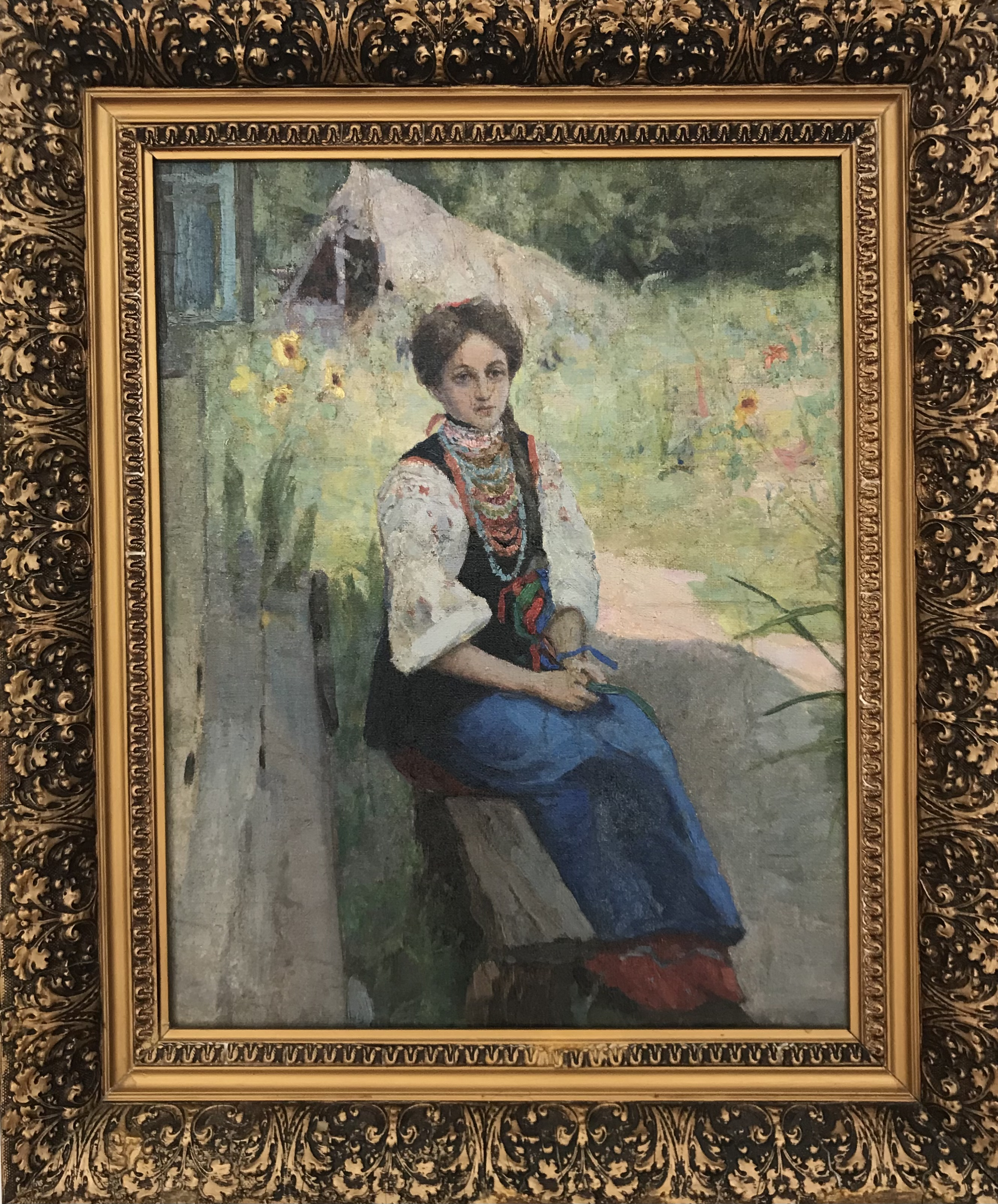
«Портрет Неговської», 1914-1915. Полотно, олія. Чернігівський обласний художній музей імені Григорія Ґалаґана
«Портрет О. М. Лазаревського» (1910-ті рр.). Полотно, олія. Конотопський міський краєзнавчий музей імені О. М. Лазаревського